# Protambulyx goeldii
Protambulyx goeldii är en fjärilsart som beskrevs av Rothschild och Jordan 1903. Protambulyx goeldii ingår i släktet Protambulyx och familjen svärmare. Inga underarter finns listade i Catalogue of Life.

## Bildgalleri

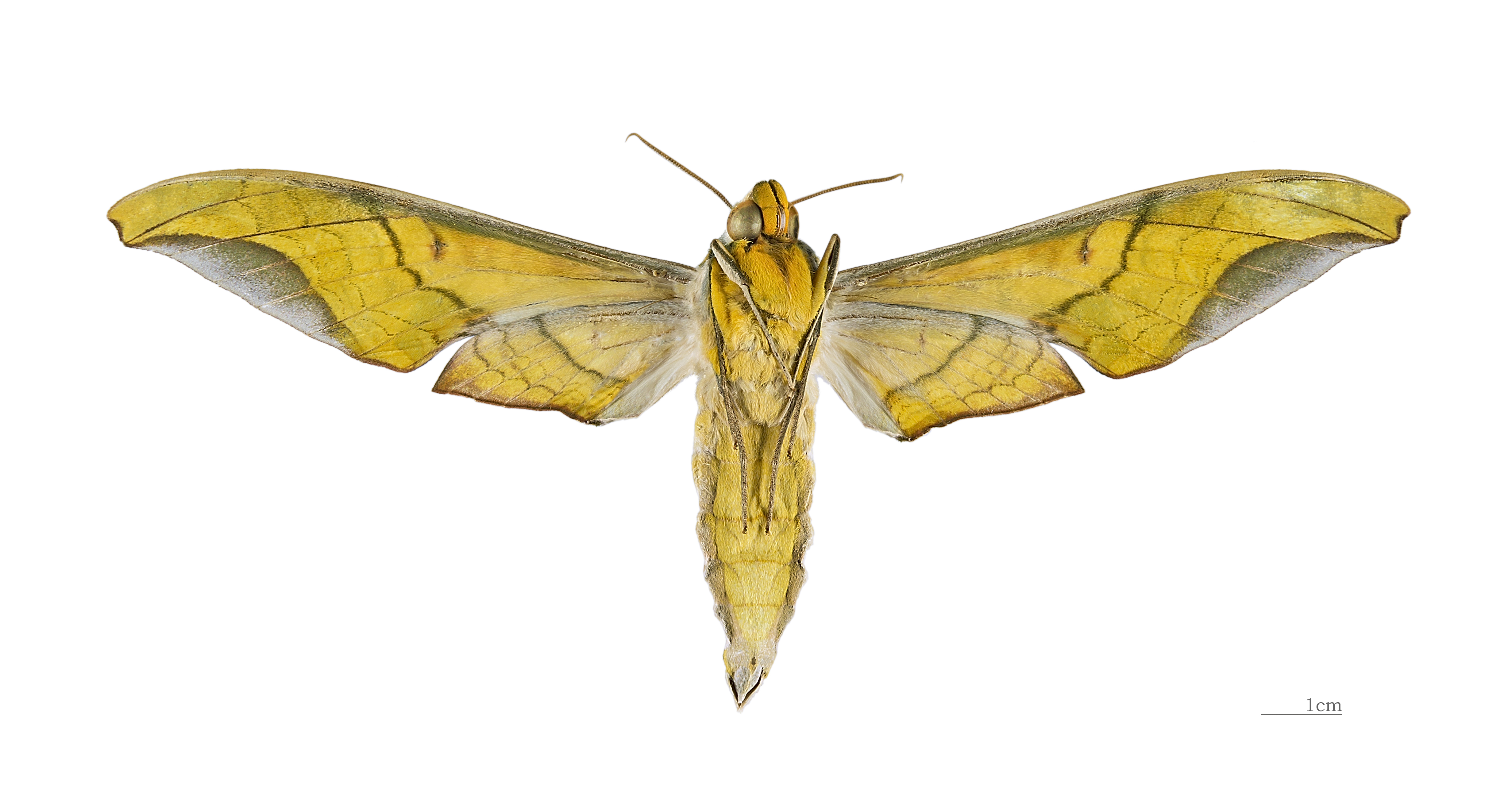
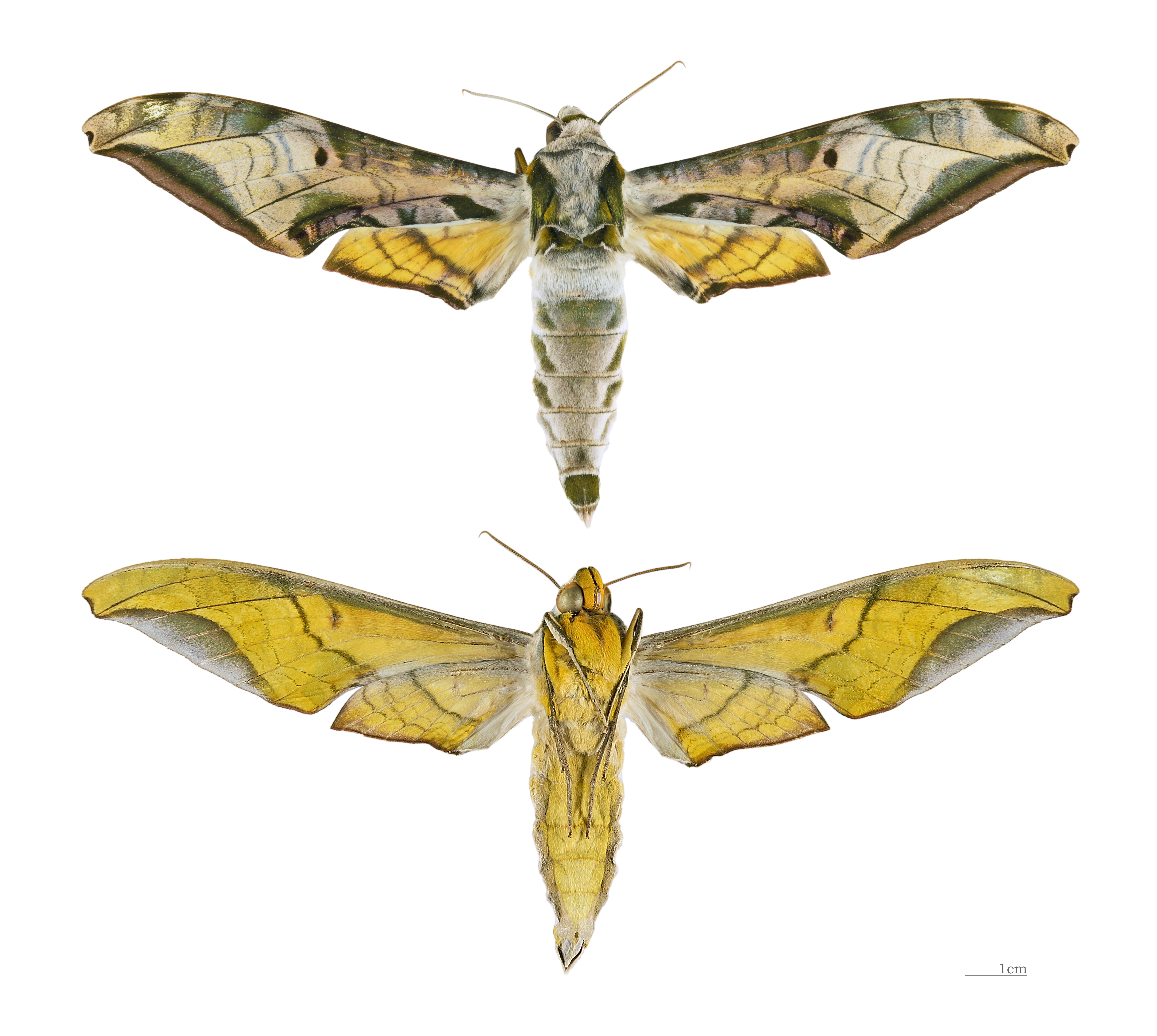
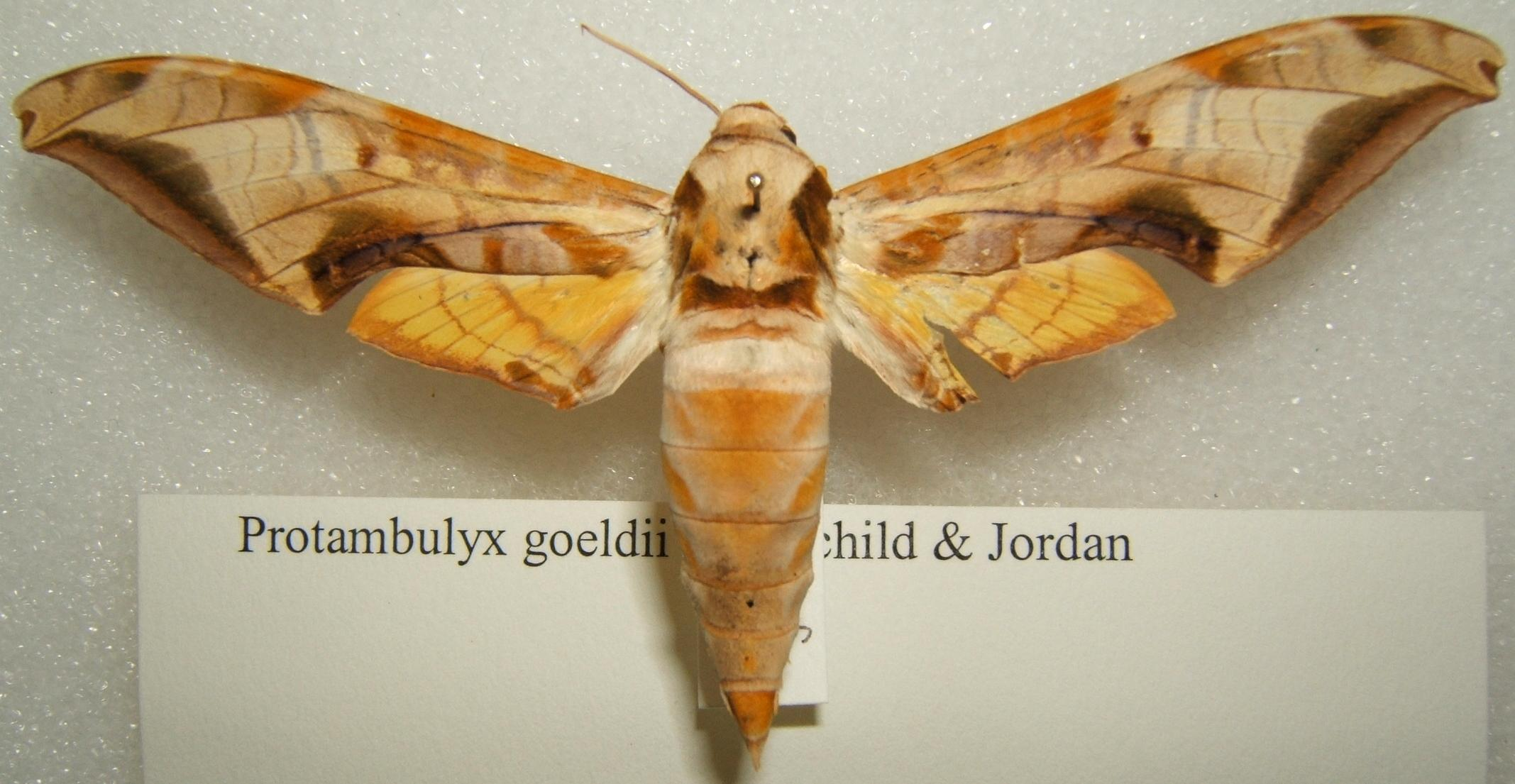